# Lepisorus contortus
Lepisorus contortus är en stensöteväxtart som först beskrevs av Hermann Christ och fick sitt nu gällande namn av Ren-Chang Ching. Lepisorus contortus ingår i släktet Lepisorus och familjen Polypodiaceae. Inga underarter finns listade.